# Anchietea frangulifolia
Anchietea frangulifolia är en violväxtart som först beskrevs av Carl Sigismund Kunth, och fick sitt nu gällande namn av Melch.. Anchietea frangulifolia ingår i släktet Anchietea och familjen violväxter. Inga underarter finns listade i Catalogue of Life.